# 1823 az irodalomban
Az 1823. év az irodalomban.

## Események
- január 22. – Megszületik Kölcsey Ferenc Himnusza.[1]
- augusztus 24. – Kisfaludy Károly A tatárok Magyarországban című drámájával megnyílik Miskolcon a magyar színjátszás második kőszínháza.[2]

## Megjelent új művek
- James Fenimore Cooper regénye: Bőrharisnya (The Pioneers)
- Charles Lamb kötete: The Essays of Elia (Elia esszéi)
- Walter Scott-regények:
  - Quentin Durward
  - St. Ronan's Well
- Victor Hugo: Han d'Islande (Izlandi Han)
- Stendhal esszéje: Racine et Shakespeare

### Költészet
- George Byron: The Age of Bronze
- Alphonse de Lamartine versei: 
  - Nouvelles Méditations poétiques (Újabb költői elmélkedések). A cím a szerző korábbi, 1820. évi kötetére utal.
  - Mort de Socrates
- Alessandro Manzoni: Il cinque maggio; a Napóleon halálára 1821-ben írt ódát a milanói cenzor akkor nem engedte kinyomatni, így Velencében adták ki 1823-ban.
- Adam Mickiewicz második verseskötete: Poezje II., benne Grażyna című elbeszélő költeményével.

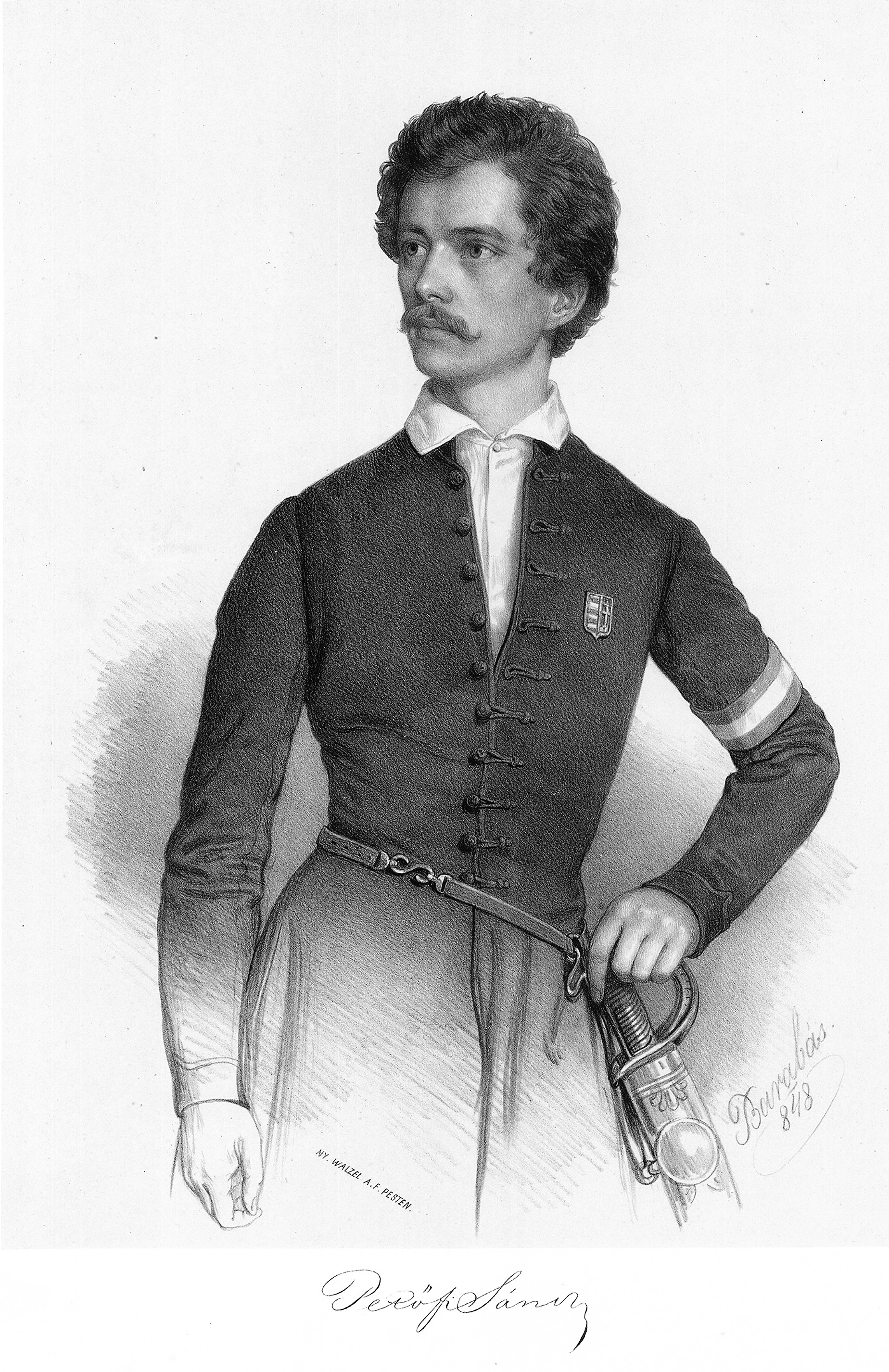
Petőfi Sándor

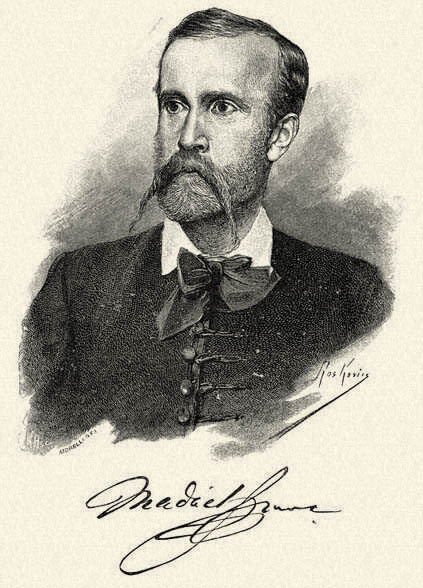
Madách Imre

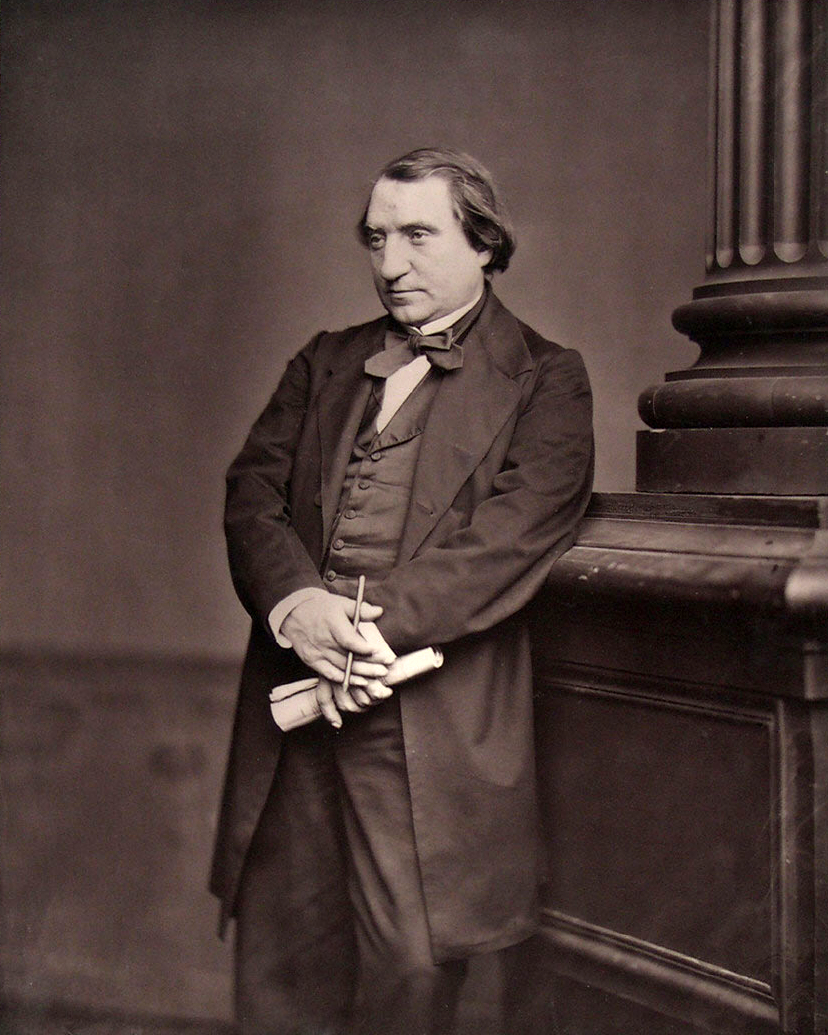
Ernest Renan

### Dráma
- Ferdinand Raimund osztrák színpadi szerző tündérbohózata: Der Barometermacher auf der Zauberinsel (A barométerkészítő a varázsszigeten) nagysikerű bemutatója

### Magyar nyelven
- Megjelenik Aranyosrákosi Székely Sándor A székelyek Erdélyben című eposza (négy ének)

## Születések
- január 1. – Petőfi Sándor magyar költő, író, a magyar irodalom egyik legismertebb és legkiemelkedőbb alakja († 1849)
- január 20. – Madách Imre költő, drámaíró, a magyar drámaköltészet kimagasló képviselője († 1864)
- február 23. – Ernest Renan francia orientalista, teologiai író († 1892)
- április 7. – Vas Gereben magyar író († 1868)
- április 12. – Alekszandr Nyikolajevics Osztrovszkij orosz drámaíró († 1886)

## Halálozások
- január 17. – Zacharias Werner német költő, drámaíró (* 1768)
- május 16. – Óta Nanpo az Edo-kor végén élt japán költő, regényíró (* 1749)